# Passione di Muharram
La passione di Muharram (o commemorazione di Muharram) è una commemorazione tradizionale del mondo sciita che ricorda la battaglia di Kerbela e che ricorre nel primo mese del calendario islamico.

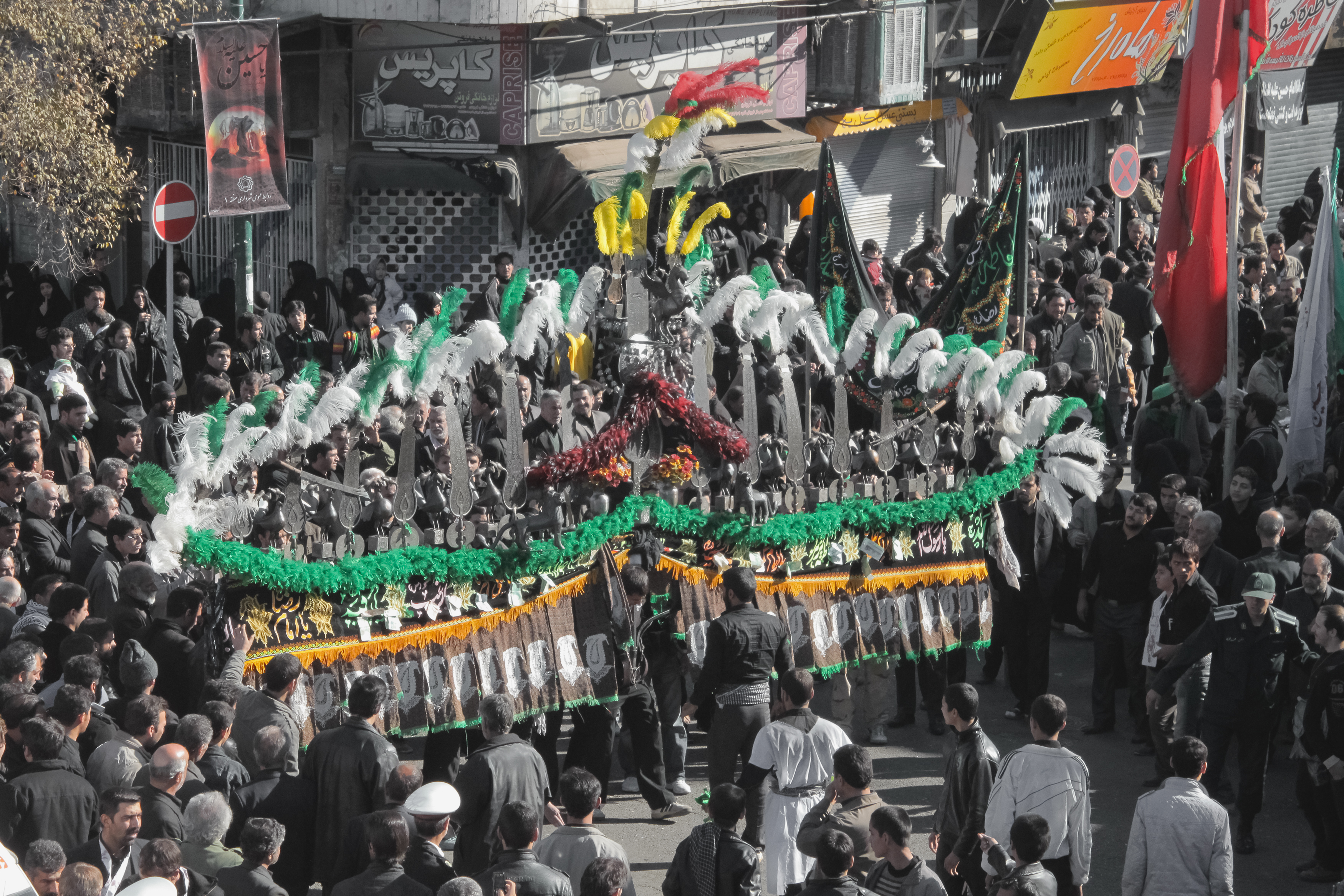
Celebrazioni del 9 di Muharram nel 2010 a Qom, in Iran.

## Descrizione
La commemorazione comincia nella data del 2 Muharram (il secondo giorno del mese di Muharram), quando Al-Husayn ibn Ali (terzo imam sciita e nipote di Maometto) giunse nella città di Kerbela nell'anno 61 AH (Anno Haegira) -  cioè il 10 ottobre del 681 D.C., continua intensamente il 10 Muharram (giorno dell'Ashura, ovvero il martirio di Al-Husayn stesso) e continua per circa altri due mesi, sebbene meno intensamente.
La cerimonia, praticata in molte città e villaggi dell'Iran e di zone limitrofe, consiste nel narrare gli eventi della battaglia storica, nel fare importanti cerimonie anche autoflagellanti per le strade (in cui si distingue anche l'uso di piume multicolori) e nel pregare per l'intercessione di Al-Husayn stesso nel Giorno del giudizio.

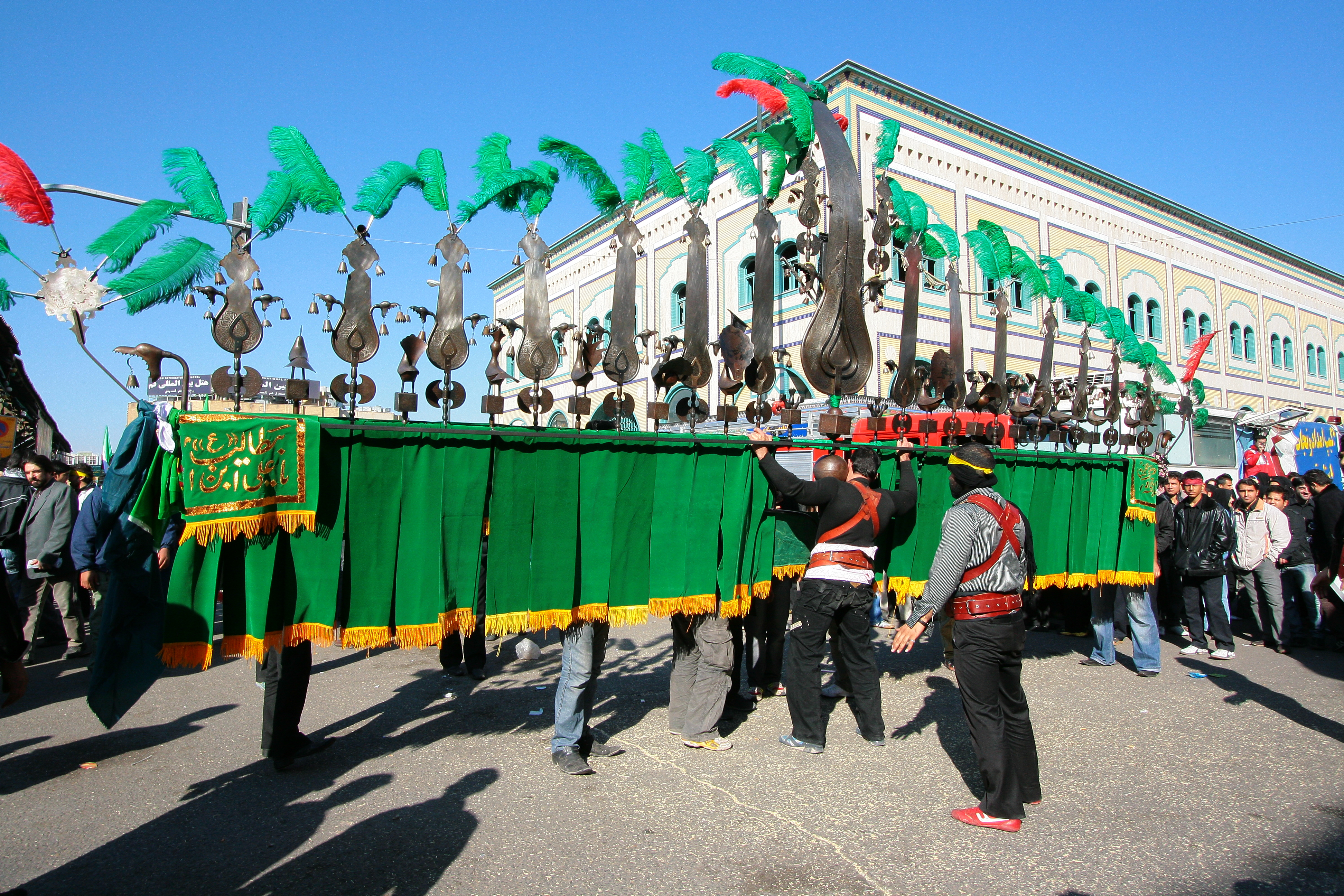
Alcuni dei simboli usati durante la commemorazione.

Per precisione va ricordato che in Iran e Afghanistan a livello civile si adotta un altro calendario, quello persiano (di tipo solare e sincronizzato con le stagioni), per cui il riferimento al calendario islamico (di tipo lunare e non sincronizzato) è di utilizzo esclusivo lì solo per la celebrazione di alcune feste e anniversari religiosi, come questa.